# Dans les profondeurs du temps
Dans les profondeurs du temps (titre original : Children of Ruin) est un roman de science-fiction d'Adrian Tchaikovsky paru en 2019 puis traduit en français et publié en 2021. Il  est la suite de Dans la toile du temps.
Dans les profondeurs du temps a reçu le prix British Science Fiction du meilleur roman 2019.

## Résumé
Il y a plusieurs millénaires, l'Humanité a envoyé de nombreux vaisseaux pour coloniser des systèmes lointains. Le roman suit une mission de terraformation, similaire à celle décrite dans le premier tome, qui rencontre une vie extraterrestre dans un système planétaire nouvellement découvert.  

## Adaptation
En juillet 2017, les droits de Dans la toile du temps (premier tome de la série) ont été vendus pour une éventuelle adaptation cinématographique. En 2024, il n'y a pas encore de date de sortie prévue